# Nakabolelwa

Wahlkreiskarte von Kabbe-Süd

Nakabolelwa ist eine Ansiedlung und Verwaltungssitz des Wahlkreises Kabbe-Süd in der Region Sambesi im äußersten Nordosten Namibias. Sie liegt etwa 85 Kilometer südöstlich  der Regionalhauptstadt Katima Mulilo an den Überflutungsgebieten des 
Chobe.
Der Ort und die umgebende, 2014 eingerichtete Conservancy, haben etwa 800 Einwohner.
Die Anbindung der Ansiedlung durch eine neue Straße nach Kasika ist seit 2019 geplant, wurde aber bis Mitte 2021 noch nicht realisiert.